# برايان روان
برايان روان (بالإنجليزية: Brian Rowan)‏ (28 يونيو 1948 في المملكة المتحدة - ) هو مدرب كرة قدم ولاعب كرة قدم أمريكي في مركز الظهير. لعب مع أستون فيلا ونادي واتفورد ونيويورك كوسموس وتورونتو بليزارد وBaillieston Juniors F.C. ‏ ونادي غرينوك مورتون.

## وصلات خارجية
- برايان روان على موقع قاعدة بيانات كرة القدم.إي يو (الإنجليزية)